# Campeonato Oficial de fútbol playa de Chile 2008
El primer Campeonato Oficial de fútbol playa de Chile organizada por la ANFP se disputó entre los días 24 de enero y el 17 de febrero de 2008 en las ciudades de Viña del Mar, La Serena, Pucón e Iquique.
La ANFP también tienen la pretensión de encontrar en este torneo a los mejores exponentes nacionales del Fútbol playa, para poder formar la primera Selección de fútbol playa de Chile que nos represente en los torneos mundiales.

## Sistema de Campeonato
El torneo comenzó La competencia 24 de enero y el 17 de febrero de 2008, donde se conformó en tres Fases Zonales y una Fase Final Nacional de la siguiente forma:

### 1ª Fase
Se disputó en las fechas 24 al 27 de enero, en Viña del Mar.
Se adjudicó el trofeo de la 1ª Fase Equipo del INAF

### 2ª Fase
Se disputó en las fechas 31 de enero al 3 de febrero, en La Serena.
Se adjudicó el trofeo de la 2ª Fase Academia La Serena

### 3ª Fase
Se disputó en las fechas 07 al 10 de febrero, en Pucón.
Se adjudicó el trofeo de la 3ª Fase Universidad de Chile

### Final Nacional
se disputó en las fechas 14 al 17 de febrero, en Iquique.
En cada Fase Zonal participarán 16 equipos que jugarán en cuatro grupos de cuatro escuadras bajo el sistema de "todos contra todos", clasificando a la Fase Final el primero de cada zona.

#### Campeón
| Círculo Italiano 1º título |